# 性器
性器（せいき、英: Sex organ）、または 交接器（こうせつき）とは、動物のうち、有性生殖時に体内受精を行う種において行われる「交接（交尾）行動」に関与する器官の総称。主として生殖に関連する器官である生殖器のうち、性差の外見的特徴を成す外性器の事を指す通称である。
一方の個体が、生殖子（精子または卵子など）をもう一方の体内に送り届けるための構造を有しており、突起状の器官を持つ側とそれを受け入れる袋状の器官をもつ側とが存在する。陸上生活をする脊椎動物では体内受精を行う必要があるためよく発達しており、この場合には、雄（オス）と雌（メス）が一対になる形状になっている。

## 概要
性器は有性生殖において、遺伝子の交換を生物が行う際に、生殖細胞のうち主に精子など生物の体外に放出され運動する機能のある側をもつ個体から、交接相手側に送り込むための器官であり、また卵子といった運動機能が無く受動的な生殖細胞を持つ側がそれを受け入れ、受精させる器官のことである。このため体外受精を行う生物では性器の発達は見られない。なお生殖器はこうして行われた有性生殖のプロセスの後、次代の生命となる個体を体内で育てたり体外に押し出す機能を持つが、性器は交尾など接合に際して利用される器官を指し、より限定的である。性別の外見的特長となる。
特に一般において性器と表現する場合は、人間に限定しては男性の陰茎と陰嚢および女性の陰唇や陰裂といった外部に露出している（ただし公共良俗など諸般の事情により衣服で覆われ裸の場合を除き隠される）器官を指す傾向にあり、人間に限定しない動物全般の話では外部から見える生殖器を指す傾向にあるが、一部の動物では発情期にならないと外見的に目立たない場合や、交尾の段にならないと外部に露出しない（例えばクジラ目の陰茎は普段は皮下に埋没している）場合もある。
一方、性器は生殖に際して接合を行う器官ではあるが、しばしば性器は排出器官など別の機能も持っている。哺乳類では雄性器が排尿の機能を兼ね備えている。雌性器では産卵・出産のための生殖器を兼ねているほか、外性器の一部として尿排出口がある。また鳥類など（軟骨魚類・両生類・爬虫類・鳥類および一部の原始的な哺乳類）では雌生殖器官が総排出腔となっている。
また性器を発生学的に見ると、生殖器全般が胚発生の途中段階までは性差に依らずよく似たプロセスで形成されており、性器もまた途中までは同じような過程を経て形成されている。特に胎生の生物ではそれら動物としての特徴が顕著化しだすまでは性器の発生は見られず、誕生してからも性器は未発達なままで、多くの動物では肉体的な成熟と平行して生殖器や性器の成長に伴う変化もあり、性器が完全に成長しきるのは肉体全体から見ても比較的後のほうである。このため共通する部位もあり、陰茎と陰核のように基本構造に類似性も見出せる。なおこういった性器の発達は稀に性差に関わらず未分化なまま誕生して、顕著化しない場合もある。ヒトでは、いわゆる半陰陽の内、遺伝的には男性でありながら女性的外見を持つケース（停留睾丸など）では、性器の外見が誕生時に見分けが付かず、誤って女性として育てられる場合もあるなどしている。
性別を見分ける外見的特長であるため、家畜など産業動物では性別により価値が変わる場合では、比較的若い段階で見分けることも行われる。例えばニワトリのヒナの雌雄鑑別に見るように、日本の初生雛鑑別師など専門職も存在する。